# بيلي دان (لاعب كرة قدم)
بيلي دان (بالإنجليزية: Billy Dunn)‏ (25 مارس 1920 في المملكة المتحدة - 1982) هو لاعب كرة قدم بريطاني (وحمل سابقاً جنسية المملكة المتحدة لبريطانيا العظمى وأيرلندا) في مركز حراسة المرمى. لعب مع نادي  شيلدز الشمالية ‏ ودارلينجتون إف سى.

## وصلات خارجية
- بيلي دان على موقع قاعدة بيانات كرة القدم.إي يو (الإنجليزية)